# Стуловське сільське поселення
Сту́ловське сільське поселення (рос. Стуловское сельское поселение) — адміністративна одиниця у складі Слободського району Кіровської області Росії. Адміністративний центр поселення — присілок Стулово.

## Історія
Станом на 2002 рік на території сучасного поселення існували такі адміністративні одиниці:
- частина Стуловського сільського округу (присілки Бакулі, Вороб'ї, Деньгіни, Зотови, Зяблиці, Коневи, Нижні Кропачі, Родионово, Ситніки, Стулово, Щуково)

Поселення було утворене згідно із законом Кіровської області від 7 грудня 2004 року № 284-ЗО у рамках муніципальної реформи шляхом перетворення Світозаревського сільського округу.
Станом на 2002 рік село Успенське, селище Міжколхозстрой, присілки Бажгали, Боронське, Оглобліно, Соковні перебували у складі Стуловського сільського округу, а вже 2004 року присілки Бажгали і Боронське — у складі Ільїнського сільського округу, село Успенське, селище Міжколхозстрой, присілки Оглобліно і Соковні — підпорядковувались місту Слободський.

## Населення
Населення поселення становить 5056 осіб (2017; 5028 у 2016, 4965 у 2015, 4983 у 2014, 5004 у 2013, 4997 у 2012, 4996 у 2010, 4911 у 2002).

## Склад
До складу поселення входять 11 населених пунктів:
| Населений пункт         | Населення, осіб (2002) | Населення, осіб (2010) |
| ----------------------- | ---------------------- | ---------------------- |
| Бакулі, присілок        | 70                     | 126                    |
| Вороб'ї, присілок       | 114                    | 115                    |
| Деньгіни, присілок      | 0                      | 0                      |
| Зотови, присілок        | 115                    | 122                    |
| Зяблиці, присілок       | 0                      | 4                      |
| Коневи, присілок        | 0                      | 0                      |
| Нижні Кропачі, присілок | 595                    | 640                    |
| Родионово, присілок     | 33                     | 42                     |
| Ситніки, присілок       | 161                    | 167                    |
| Стулово, присілок       | 3597                   | 3501                   |
| Щуково, присілок        | 226                    | 279                    |